# 박성훈 (배우)
박성훈(朴成焄, 1985년 2월 18일 ~ )은 대한민국의 배우이다.

## 학력
- 과천외국어고등학교 프랑스어과
- 동아방송예술대학 영화예술학과

## 연기 활동

### 드라마
- 2011년 채널A 수목드라마 《총각네 야채가게》 ... 이슬우 친구 역
- 2012년 문화방송 수목드라마 《해를 품은 달》 ... 의욕과다 역
- 2012년 KBS2 월화드라마 《빅》 ... 윤기택 역(충식 친구)
- 2013년 문화방송 아침드라마 《잘났어, 정말!》 ... 유덕화 / 김영변 역
- 2014년 SBS 드라마 스페셜《쓰리 데이즈》 ... 이동성 역
- 2015년 SBS 월화드라마 《육룡이 나르샤》 ... 길유 역
- 2016년 SBS 드라마 스페셜 《질투의 화신》 ... 차 비서 역
- 2017년 SBS 월화드라마 《조작》 ... 나성식 역
- 2017년 KBS2 단막극 《KBS 드라마 스페셜 - 나쁜 가족들》 ... 담임 선생님 역
- 2017년 KBS2 수목드라마 《매드 독》 ... 고진철 역 (특별출연)
- 2017년 KBS2 수목드라마 《흑기사》 ... 박곤 역
- 2018년 iHQ DRAMA 수목드라마 《리치맨》 ... 차도진 역
- 2018년 KBS2 단막극 《KBS 드라마 스페셜 - 나의 흑역사 오답노트》 ... 나필승 역
- 2018년 KBS2 주말드라마 《하나뿐인 내편》 ... 장고래 역
- 2019년 KBS2 수목드라마 《저스티스》 ... 탁수호 역
- 2019년 tvN 수목드라마《싸이코패스 다이어리》 ... 서인우 역
- 2020년 KBS2 수목드라마 《출사표》 ... 서공명 역
- 2021년 SBS 월화드라마 《조선구마사》 ... 양녕대군 역
- 2021년 KBS2 단막극 《드라마 스페셜 - 희수》 ... 고태훈 역
- 2022년 KBS2 단막극 《드라마 스페셜 - TV 시네마 유포자들》 ... 도유빈 역
- 2022년 Netflix 오리지널 드라마 《더 글로리》 ... 전재준 역
- 2023년 ENA 월화드라마 《남남》 ... 은재원 역
- 2023년 ENA 수목드라마 《유괴의 날》 ... 박상윤 역
- 2024년 Netflix 오리지널 드라마 《선산》 ... 양재석 역
- 2024년 tvN 금토드라마 《눈물의 여왕》 ... 윤은성 역
- 2024년 tvN 단막극 《O'PENing - 아들이 죽었다》 … 한재우 역 (특별출연)
- 2024년 넷플릭스 《오징어 게임 2》 ... 현주 역
- 2025년 넷플릭스 《오징어 게임 3》 ... 현주 역

### 영화
- 2008년 영화 《쌍화점》 ... 건룡위 역
- 2009년 영화 《전우치》 ... 10인의 전우치 역
- 2018년 영화 《곤지암》 ... 성훈 역
- 2018년 영화 《상류사회》 ... 제이슨 역
- 2019년 영화 《천문: 하늘에 묻는다》 ... 세자 이향 역
- 2022년 영화 《유포자들》 ... 도유빈 역
- 2023년 영화 《지옥만세》 ... 한명호 역

### 연극
- 2011년 《밍크고래는 소화불량이다》 ... 머틀리 찬 역
- 2011년 《옥탑방 고양이》 ... 경민 역
- 2013년 《히스토리 보이즈 (The History Boys)》 ... 락우드 역
- 2013년 《모범생들》 ... 민영 역
- 2013년 《올모스트 메인 (Almost, Maine)》 ... CHAD 역
- 2014년 《유도소년》 ... 민욱 역
- 2014년 《두결한장》 ... 민수 역
- 2014년 《멜로드라마》 ... 재현 역
- 2015년 《유도소년》 ... 민욱 역
- 2015년 《모범생들》 ... 명준 역
- 2015년 《프라이드 (The Pride)》 ... 올리버 역
- 2015년 《웃음의 대학》 ... 츠바키 하지메(작가) 역
- 2016년 《올모스트 메인 (Almost, Maine)》 ... PETE/JIMMY/PHIL 역
- 2017년 《프라이드 (The Pride)》 ... 올리버 역

#### 기타 공연
- 2014년 《마로니에 여름축제 - 내일도 공연할 수 있을까?》 ... 가이드 역
- 2015년 《뮤지컬 토크 콘서트 Who Am I》

## 연기 외 활동

### 방송
| 연도 | 방송사 | 제목               | 역할   | 날짜      | 비고                        |
| ---- | ------ | ------------------ | ------ | --------- | --------------------------- |
| 2019 | KBS 2  | 해피투게더 시즌 4  | 게스트 | 3월 7일   | 하나뿐인 내편 특집          |
| 2019 | JTBC   | 한끼줍쇼           | 게스트 | 5월 8일   | 박성훈, 윤진이 편           |
| 2019 | OLIVE  | 수요미식회         | 게스트 | 6월 4일   | 갓포요리 편                 |
| 2021 | SBS    | 《런닝맨》         | 게스트 | 3월 14일  |                             |
| 2021 | KBS2   | 옥탑방의 문제아들  | 게스트 | 10월 19일 | with 전소민                 |
| 2022 | JTBC   | 아는형님           | 게스트 | 11월 26일 | with 김소은, 송진우, 임나영 |
| 2024 | TEO    | 살롱드립2          | 게스트 | 3월 19일  | with 김수현, 김지원         |
| 2024 | tvN    | 유 퀴즈 온 더 블럭 | 게스트 | 5월 1일   | with 빠니보틀 , 정영선      |

### 라디오
| 연도 | 방송사   | 제목              | 역할   | 날짜     | 비고 |
| ---- | -------- | ----------------- | ------ | -------- | ---- |
| 2019 | KBS 쿨FM | 이수지의 가요광장 | 게스트 | 3월 14일 |      |

### CF
- 2011년 맥도날드

### 홍보대사
- 2019년 제9회 배리어프리 영화제 홍보대사

## 수상 및 후보
| 연도 | 시상식                      | 부문                                | 작품                                     | 결과 | 출처  |
| ---- | --------------------------- | ----------------------------------- | ---------------------------------------- | ---- | ----- |
| 2015 | 제23회 대한민국문화연예대상 | 드라마부문 남자 신인연기상          | 육룡이 나르샤                            | 수상 | [ 3 ] |
| 2018 | KBS 연기대상                | 남자 신인연기상                     | 흑기사, 하나뿐인 내편                    | 수상 | [ 4 ] |
| 2018 | KBS 연기대상                | 남자 연작·단막극상                  | KBS 드라마 스페셜 - 나의 흑역사 오답노트 | 후보 |       |
| 2019 | 제55회 백상예술대상         | TV부문 남자 신인연기상              | 하나뿐인 내편                            | 후보 |       |
| 2020 | KBS 연기대상                | 베스트 커플상 (with 나나)           | 출사표                                   | 수상 |       |
| 2020 | KBS 연기대상                | 미니시리즈부문 남자 우수연기상      | 출사표                                   | 수상 |       |
| 2021 | KBS 연기대상                | 드라마 스페셜 TV시네마상            | KBS 드라마 스페셜 - 희수                 | 수상 |       |
| 2022 | KBS 연기대상                | 드라마 스페셜 TV시네마상            | KBS 드라마 스페셜 - 유포자들             | 후보 |       |
| 2023 | 제59회 백상예술대상         | TV부문 남자 조연상                  | 더 글로리                                | 후보 |       |
| 2023 | 제59회 대종상               | 신인남우상                          | 유포자들                                 | 후보 |       |
| 2025 | 제23회 디렉터스 컷 시상식   | 시리즈부문 올해의 새로운 남자배우상 | 오징어 게임 시즌 2                       | 후보 |       |